# Equatoriale tegenstroom
De Equatoriale tegenstroom is een oceaanstroom in de Stille Oceaan en de Indische Oceaan.  Deze stroom loopt van west naar oost tussen 3 en 10 graden noorderbreedte. Hij verschuift zuidwaarts tegen het einde van het jaar en noordwaarts in de periode halverwege het jaar. 
De Equatoriale tegenstroom is het gevolg van de westwaartse Noordequatoriale stroom en Zuidequatoriale stroom in beide oceanen.